# Javier Torres Vela
Javier Torres Vela (Pozo Alcón, 7 de novembre de 1953) va ser un polític andalús del PSOE. Va ser president del Parlament d'Andalusia.
Es va llicenciar en Ciències Exactes. Va donar classes d'estadística aplicada a les ciències socials i de sociologia política i electoral. El 1975 s'uní al PSOE. Entre 1977 i 1979 va ser secretari general del PSOE a Granada. El 1983 va ser regidor de Granada. Va ser membre del Comitè Federal del Partit Socialista. Des de 1982 va ser diputat al Parlament d'Andalusia alhora que entre 1982 i 1984 va ser senador per Andalusia. Des de 1984 fins a 1990 fou Conseller de Cultura de la Junta d'Andalusia. El 29 de març de 1996 fou elegit President del Parlament d'Andalusia durant la V Legislatura.